# Ziegelhütte (Wunsiedel)
Ziegelhütte ist ein Gemeindeteil der Kreisstadt Wunsiedel im Landkreis Wunsiedel im Fichtelgebirge (Oberfranken,  Bayern).

## Geografie
Die Einöde liegt 3,5 Kilometer westlich der Kernstadt Wunsiedel beim Dorf Hildenbach, südlich der Kreisstraße WUN 6.